# Папа-холостяк
Папа-холостяк (англ. The Bachelor Daddy) — художественный фильм 1922 года, снятый режиссёром Альфредом Грином.
Премьера фильма состоялась 29 апреля 1922 года.
Фильм считается утраченным.

## Сюжет
В Ричарда Честера, богатого холостяка и владельца шахты, тайно влюблена его секретарша Салли Локвуд. Честер уже помолвлен с другой девушкой. Во время нападения на шахту бандитов, Честера спасает Джо Пелтон, его бригадир, который, при этом получает смертельное ранение. Перед смертью Джо Пелтон просит Честера позаботиться о его пятерых детях. Но Этель, девушка Честера, не соглашается на это, и Ричарду приходится отправить всех мальчиков, кроме самых маленьких, в школу-интернат. В день свадьбы, Честер и малыш заболевают свинкой. Салли, которая заботилась о малыше, также помогает и Честеру. Этель увидев её с женихом, разрывает помолвку. Теперь Честер может взять детей Пелтона к себе домой: понимая, что Салли любит его, он делает ей предложение и просит её выйти за него замуж.

## В ролях
- Томас Мейган — Ричард Честер
- Леатрис Джой — Салли Локвуд
- Мод Уэйн — Этель МакВэй
- Адель Фаррингтон — миссис МакВэй

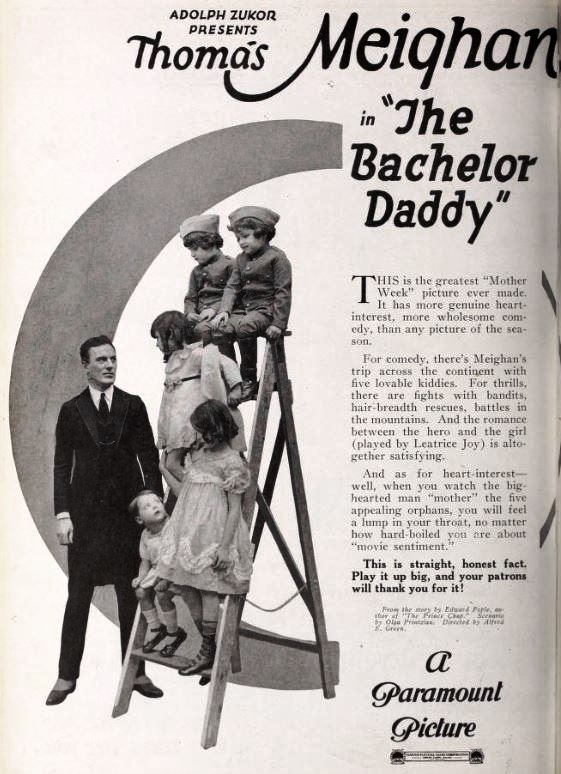

- Джозеф Фаррелл Макдональд — Джо Пелтон
- Ларри Уит — Чарльз Хенли
- Пичес Джексон — Нита
- Барбара Майер — Бадди
- Брюс Герен — Тудлс
- Шарль Де Бриак — Дэвид
- Раймон Де Бриак — Дональд